# Kazasjko
Kazasjko (Bulgaars: Казашко) is een dorp in de Bulgaarse oblast Varna. Het dorp ligt niet ver van de stad Varna - ongeveer 6 km ten westen. De afstand naar Sofia is hemelsbreed ruim 370 km.

## Bevolking
Op 31 december 2020 telde Kazasjko naar schatting 371 inwoners. Dit waren 37 mensen meer (+11%) ten opzichte van 334 inwoners bij de laatste officiële census van 2011. Het maximale aantal inwoners werd echter in 1975 bereikt: het dorp had toen nog 409 inwoners.
|  |

Van de 334 inwoners reageerden er 298 op de optionele volkstelling van februari 2011, terwijl van 36 inwoners de etnische gegevens ontbreken. Van deze 298 respondenten identificeerden 243 zich met de ‘Bulgaarse nationaliteit’, oftewel 72,75% van de hele bevolking en 81,53% van alle ondervraagden. De overige inwoners identificeerden zich met een andere etniciteit of lieten het censusformulier blanco. Waarschijnlijk bestaat de laatste groep vooral uit etnische Lipovanen, aangezien Kozasjko - samen met Tataritsa - een van de twee dorpen is waar de in Bulgarije woonachtige Lipovanen leven.
| Etnische samenstelling van de respondenten (2011) | Etnische samenstelling van de respondenten (2011) | Etnische samenstelling van de respondenten (2011) | Etnische samenstelling van de respondenten (2011) | Etnische samenstelling van de respondenten (2011) |
| ------------------------------------------------- | ------------------------------------------------- | ------------------------------------------------- | ------------------------------------------------- | ------------------------------------------------- |
|                                                   |                                                   |                                                   |                                                   |                                                   |
| Bulgaren                                          | Bulgaren                                          |                                                   | 81,5%                                             | 81,5%                                             |
| Turken                                            | Turken                                            |                                                   | 0,0%                                              | 0,0%                                              |
| Roma                                              | Roma                                              |                                                   | 0,0%                                              | 0,0%                                              |
| Anders/Onbekend                                   | Anders/Onbekend                                   |                                                   | 18,5%                                             | 18,5%                                             |